# Nacaduba novaehebridensis
Nacaduba novaehebridensis är en fjärilsart som beskrevs av Druce 1892. Nacaduba novaehebridensis ingår i släktet Nacaduba och familjen juvelvingar. Inga underarter finns listade i Catalogue of Life.